# عبد الودود (اسم)
عبد الودود هو اسم عربي يطلق على الذكور، وهو مستخدم في العهد الحديث كإسم وكلقب. وهو مكون من جزأين «عبد» و «الودود». الودود وهي اسم من اسماء الله الحسنى المذكورة في القرآن الكريم. قد يشير الاسم إلى:
- أبو مصعب عبد الودود (مواليد 1970) أمير تنظيم القاعدة ببلاد المغرب.